# 国領町 (調布市)
国領町（こくりょうちょう）は、東京都調布市の町名。現行行政地名は国領町一丁目から八丁目。京王電鉄京王線が市域を東西に横断し、三丁目に国領駅、一丁目に布田駅が所在する。

## 地理
東から時計回りに、狛江市西野川、狛江市和泉本町、狛江市中和泉、調布市染地、調布市布田、調布市八雲台、調布市柴崎、調布市菊野台に隣接する。
街区内を東西に横断する京王線と平行して、北側に旧甲州街道、南側に品川通りが横断する。市域北部から東南部にかけては東京都道11号大田調布線（狛江通り）が縦断し、狛江市と市境を接する。市域北端は国道20号（甲州街道）に接する。布田駅前を通る東京都道121号武蔵野調布線（三鷹通り）が国領町と布田の境界である。

### 河川

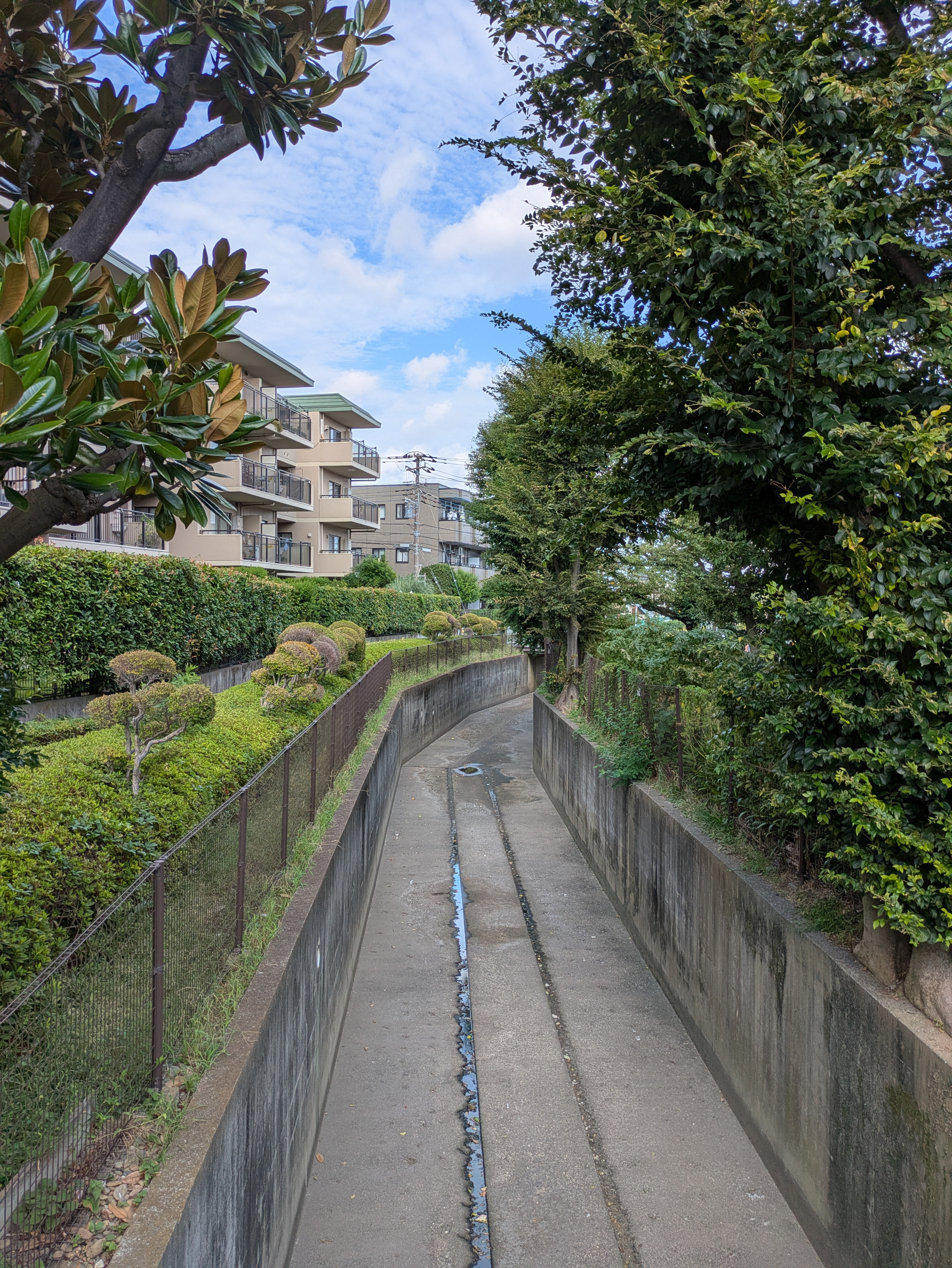
調布市染地・国領境界に流路を形成する根川（2025年8月）

- 野川
- 根川

## 歴史
- 2008年5月18日 - 同年3月、国領駅を地下化する工事中に不発弾が発見された。処理の際に周辺が警戒区域となった。
- 2021年（令和3年）10月31日 - 京王線刺傷事件が発生。調布駅を発車した京王線上り特急列車（京王八王子発新宿行き）で、男が乗客を刺した上で車内に放火し、国領駅で緊急停車した列車の窓からホームへ乗客が避難する事態となった

。

## 世帯数と人口
2021年（令和3年）10月1日現在の世帯数と人口は以下のとおりである。
| 丁目         | 世帯数     | 人口     |
| ------------ | ---------- | -------- |
| 国領町一丁目 | 2,449世帯  | 4,118人  |
| 国領町二丁目 | 1,144世帯  | 2,121人  |
| 国領町三丁目 | 2,342世帯  | 4,400人  |
| 国領町四丁目 | 2,137世帯  | 4,028人  |
| 国領町五丁目 | 2,106世帯  | 3,743人  |
| 国領町六丁目 | 667世帯    | 1,269人  |
| 国領町七丁目 | 1,778世帯  | 3,478人  |
| 国領町八丁目 | 2,358世帯  | 4,811人  |
| 計           | 14,981世帯 | 27,173人 |

## 小・中学校の学区
区立小・中学校に通う場合、学区は以下の通りとなる。
小学校
- 調布市立八雲台小学校
  - 国領町一丁目：全域
  - 国領町二丁目：1 -3番地、7 - 10番地、13 - 15番地、18番地
- 調布市立国領小学校 - 国領町8丁目1-55[14]
  - 国領町二丁目：4 - 6番地、11 - 12番地、16 - 17番地、19 -27番地
  - 国領町三丁目：全域
  - 国領町四丁目：8番地1を除く
  - 国領町八丁目：1 - 4番地
- 調布市立調和小学校 - 西つつじケ丘4丁目22-6[15]
  - 国領町八丁目：5 - 15番地
- 調布市立第二小学校 - 国領町4丁目19-1[16]
  - 国領町四丁目：全域（8番地1を除く）
  - 国領町五丁目：全域
- 調布市立杉森小学校
  - 国領町六丁目：全域
  - 国領町七丁目：1 - 30番地
- 調布市立染地小学校 - 染地3丁目1-81[17]
  - 国領町七丁目：31 - 74番地

中学校
- 調布市立第七中学校
  - 国領町一丁目：全域
  - 国領町二丁目：1 -3番地、7 - 10番地、13 - 15番地、18番地
- 調布市立第六中学校
  - 国領町二丁目：4 - 6番地、11 - 12番地、16 - 17番地、19 - 27番地
  - 国領町三丁目：全域
  - 国領町四丁目：8番地1
  - 国領町八丁目：全域
- 調布市立第三中学校
  - 国領町四丁目：全域（8番地1を除く）
  - 国領町五丁目：全域
  - 国領町六丁目：全域
  - 国領町七丁目：全域

## 施設
国領駅・布田駅周辺は、京王線地下化を見据えた再開発事業によって大きく変貌し、駅前広場も整備され、長年の懸案であった開かずの踏切問題も解消された。これにより狛江通りの渋滞も緩和され、路線バスのダイヤ乱れや、慈恵医大第三病院へ向かう救急車など緊急車両が踏切で足止めされるといった問題も解決した。
京王線は開業時に路面電車で駅間が短かった上、さらに国領駅と調布駅の間に後から布田駅が開業したことから、国領駅 - 布田駅 - 調布駅の駅間距離は非常に短く、各駅の間は1km離れておらず徒歩移動可能な距離である。京王線と並行する旧甲州街道沿いには商店が点在し、国領駅から調布駅までの間は複数の商店街がつながっている。

### 国領駅周辺
国領駅周辺では、京王線地下化に先立ち再開発事業が行われ、2000年に「ココスクエア調布」、2004年に「グランタワーコクティー」と2つの再開発ビルが完成し、調布市の公共施設も入居したことで、駅前に商業施設と公共施設の集積が進み、利便性が大きく向上した。
駅前
- ココスクエア調布 - 駅前再開発で建設された複合商業施設。核店舗はマルエツ国領店。調布市の公共施設も入居する。詳細は当該記事を参照。
  - 調布市ファミリー・サポート・センター - 調布市の公共施設。子育て支援としてファミリーサポートセンター事業を行う[18]。
  - 調布市子ども家庭支援センター「すこやか」 - 調布市の公共施設。子育て支援として育児相談やショートステイ（一時保育）などの事業を行う[19]。
- グランタワーコクティー
  - グランタワー調布国領ル・パサージュ - 駅前再開発で建設されたタワーマンション。2004年（平成16年）9月完成。下層階の商業棟部分には「グランタワーコクティー」の愛称が付けられている。
  - グランタワーコクティー - 「グランタワー調布国領ル・パサージュ」の1階から3階までの商業施設・公共施設が入居する部分。略称として単に「コクティー」と呼ばれることが多い。1・2階に商業施設が入居。キーテナントとして2004年10月6日に[20]西友国領店が開店した[20][21]。その他飲食店、クリニック、調剤薬局などが入居している。
  - 調布市市民プラザあくろす - グランタワーコクティー3階にある調布市の公共施設。ミニ図書館を備えた「男女共同参画推進センター」、市内企業の経営や起業などの相談支援を行う「産業労働支援センター」、NPOやボランティア活動、生涯学習などの支援を行う「市民活動支援センター」の3つからなる複合施設。
  - 調布国領しごと情報広場 - グランタワーコクティー2階にある公共施設。調布市と府中公共職業安定所（ハローワーク）が共同運営し、職業紹介・相談事業を行っている。
- 国領駅前郵便局 - 国領町1丁目。旧甲州街道沿い。
- 三井住友銀行国領支店 - 国領町4丁目。狛江通り沿い、ココスクエア調布向かい。

駅周辺
- 快活クラブ調布国領店 - 国領町1丁目。国道20号沿い。旧：カラオケシダックス 調布国領クラブ（2019年5月26日閉店）[22]
- トレファクスタイル調布国領店 - 国領町1丁目。国道20号沿い。旧：TSUTAYA 調布国領店（2015年11月10日閉店）[23]。
- 警視庁調布警察署 - 国領町2丁目。国道20号沿い。
- 調布市立図書館国領分館 - 国領町3丁目。
- 都営調布くすのきアパート -  国領町3丁目8。大規模団地。その他、国領駅周辺に団地が点在する[24]。
  - 調布くすのき郵便局
- デニーズ国領店 - 国領町4丁目。イトーヨーカドー国領店の斜向かい。
- イトーヨーカドー国領店 - 国領町8丁目[25]。2004年（平成16年）[26]12月2日開店[27]。最寄りバス停は狛江通り・品川通り交差点の「国領八丁目」。駐車場はJUKI旧本社（2009年12月に多摩市へ移転）跡地。2015年には駐車場部分に商業施設を増築し、延床面積を1.7倍として「アリオ」並みの大規模ショッピングモールへ拡張する計画が発表され、当初計画では2017年完成を見込んでいたが[28]、その後イトーヨーカ堂の経営不振により計画は凍結された。

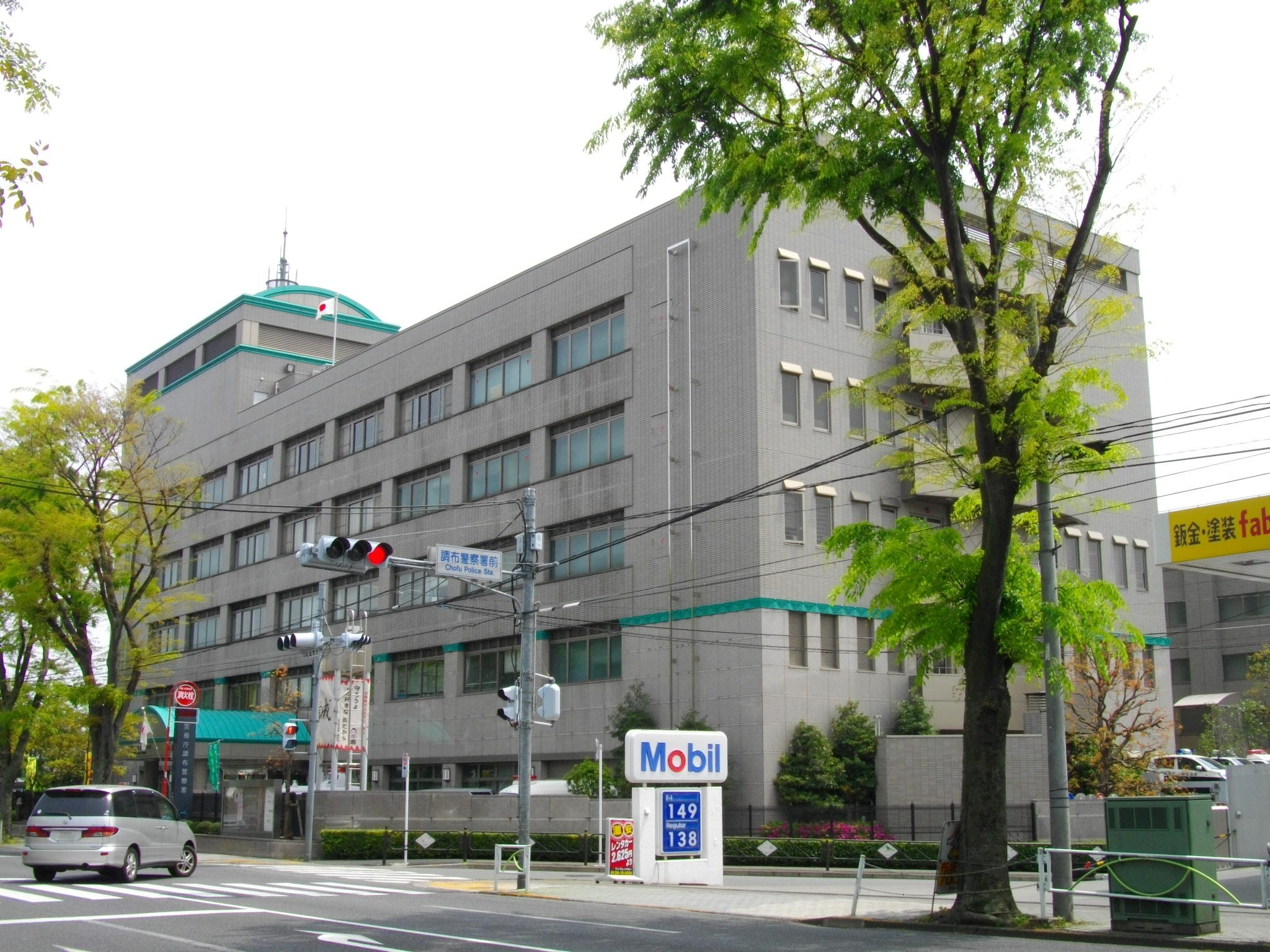
調布警察署
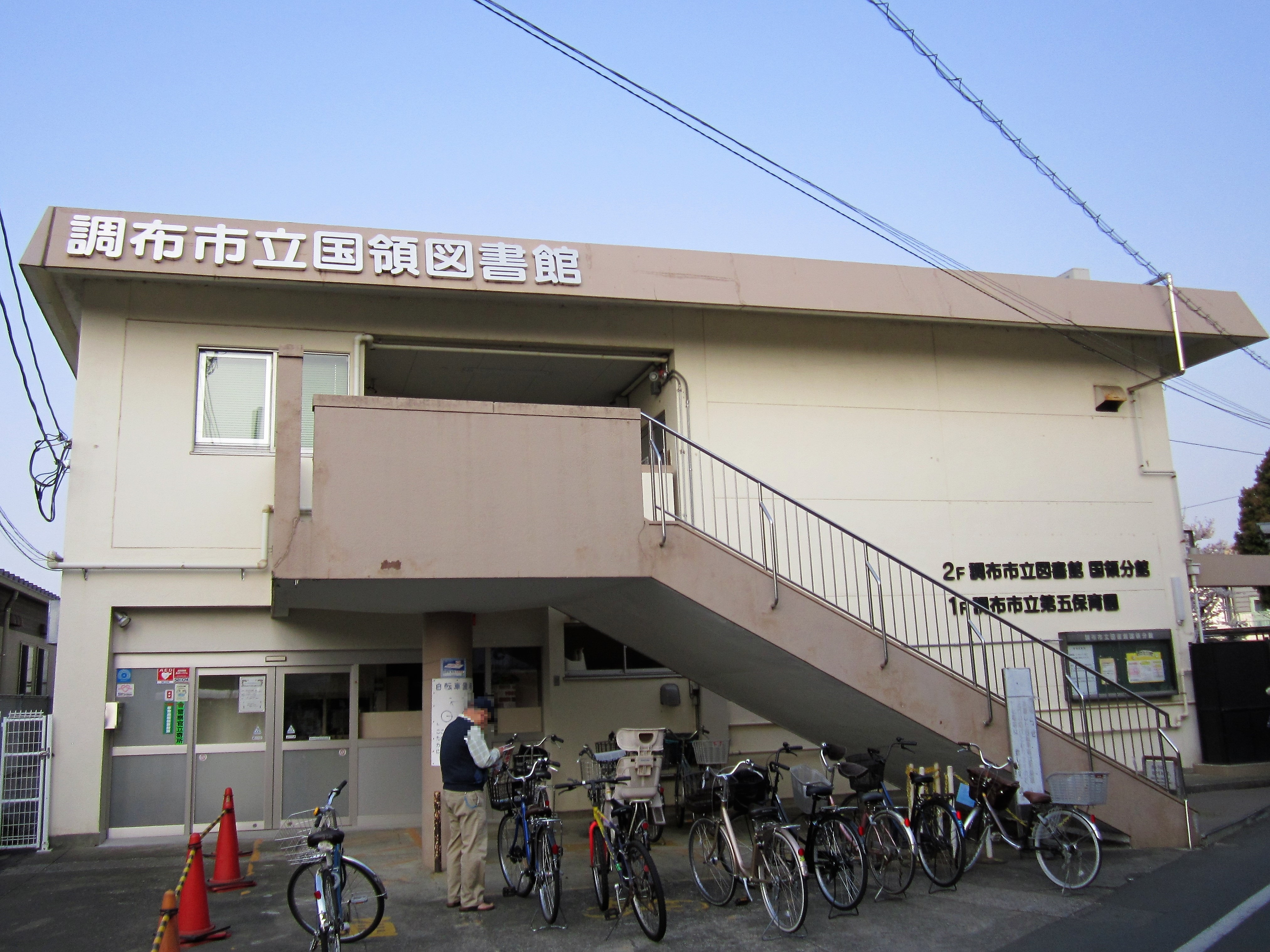
調布市立図書館国領分館
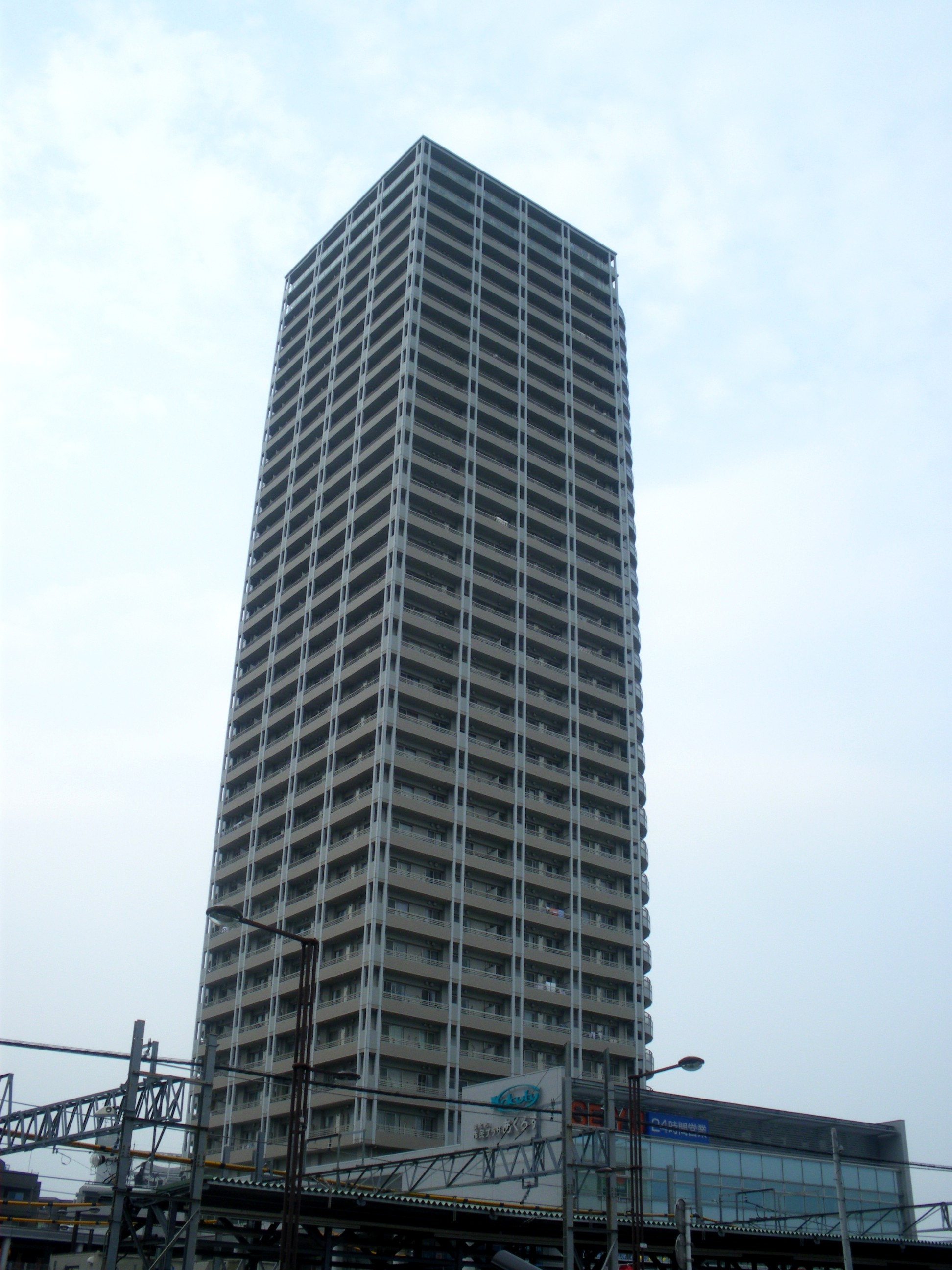
グランタワーコクティー（2009年）
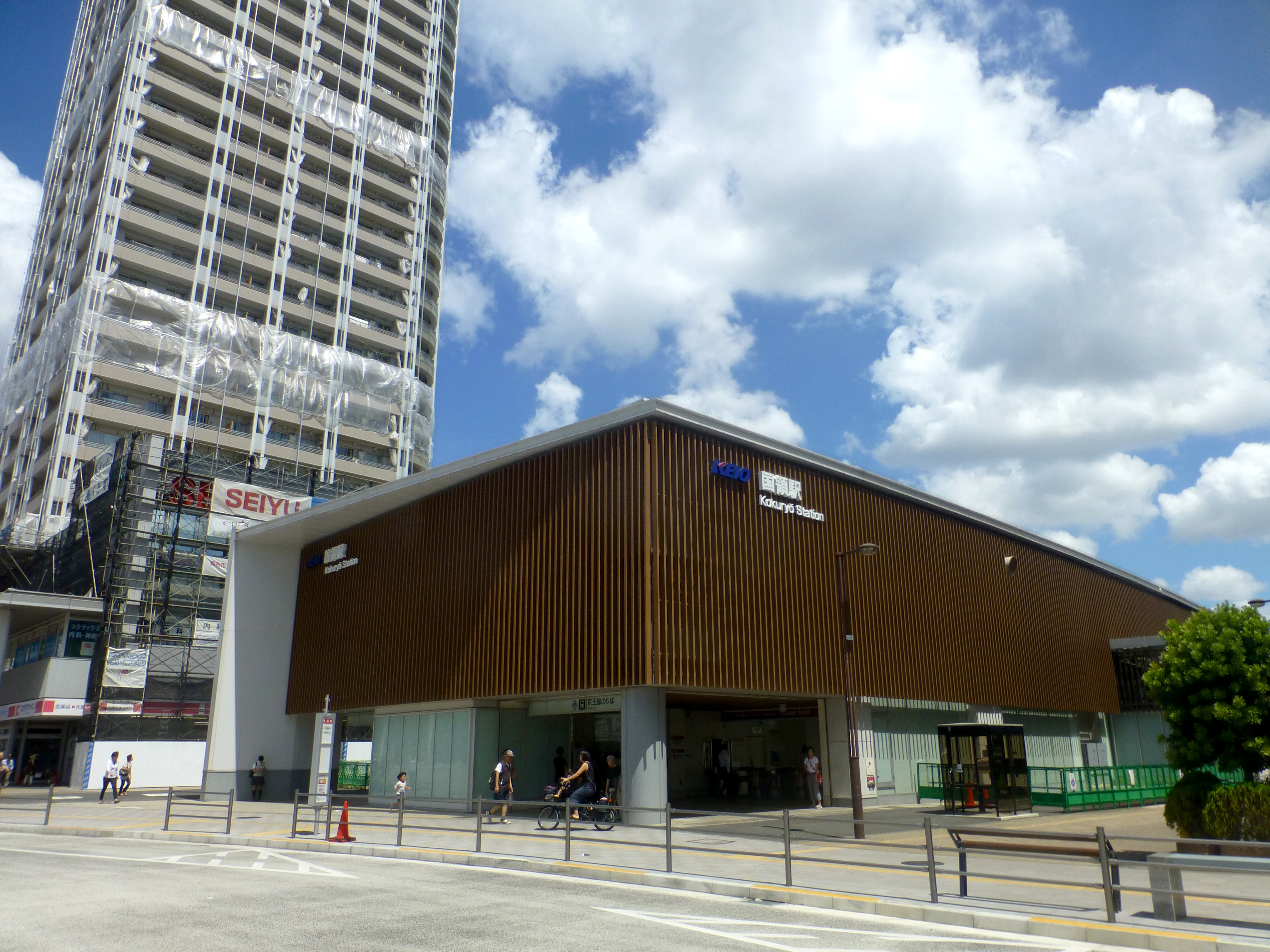
国領駅とグランタワーコクティー（2016年）
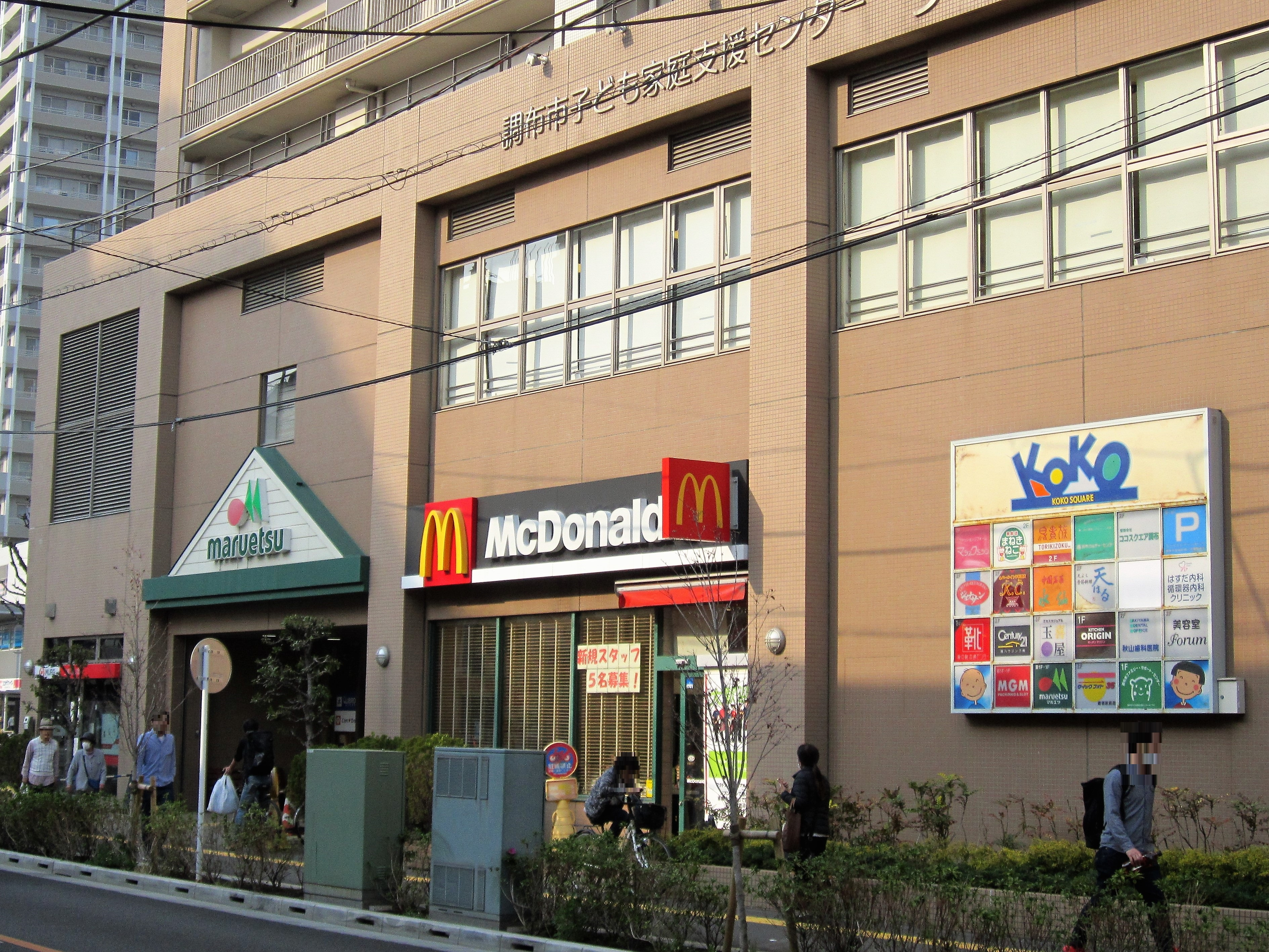
ココスクエア調布（2019年）
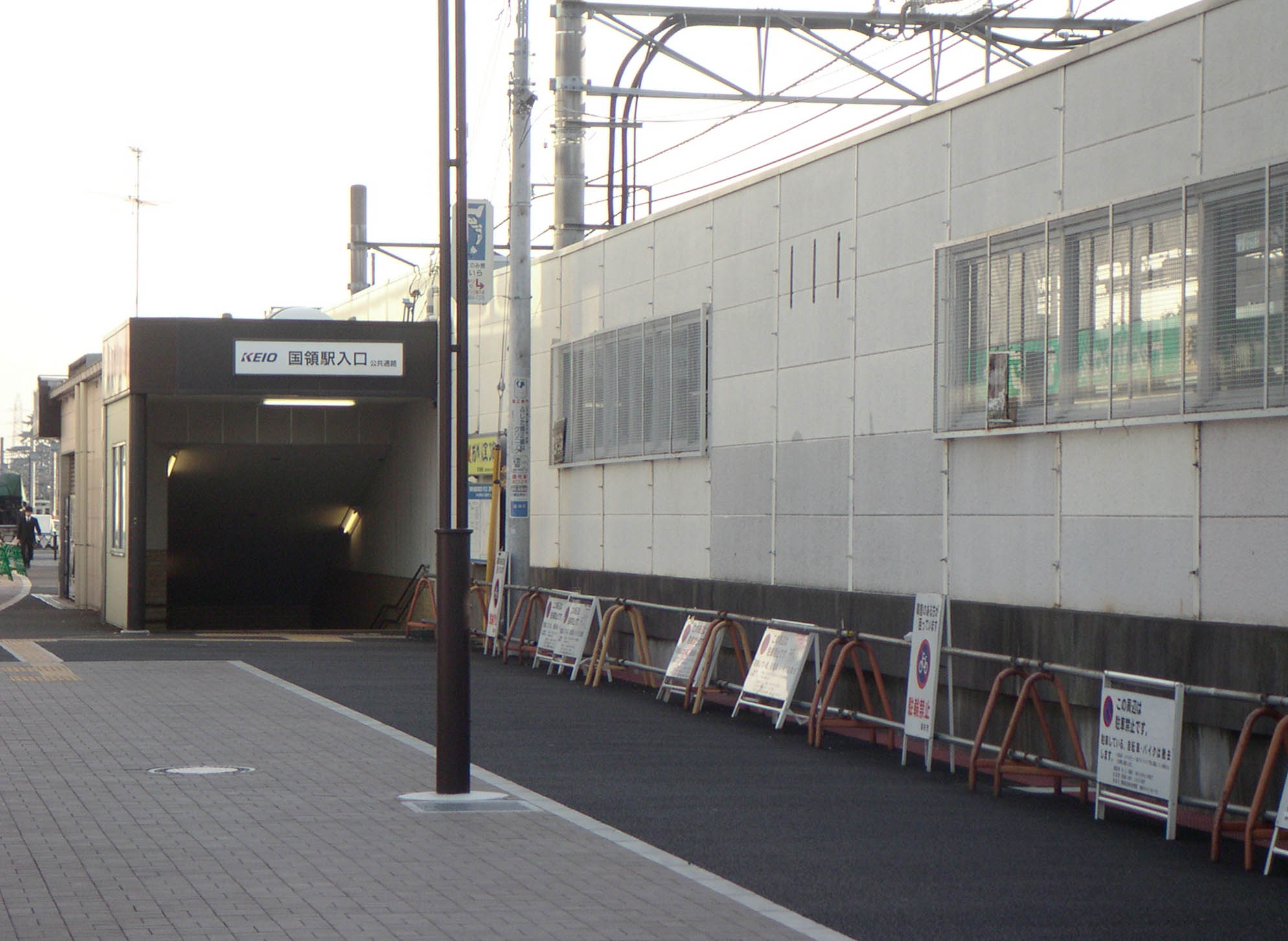
京王線地下化前の国領駅地下通路（2005年）
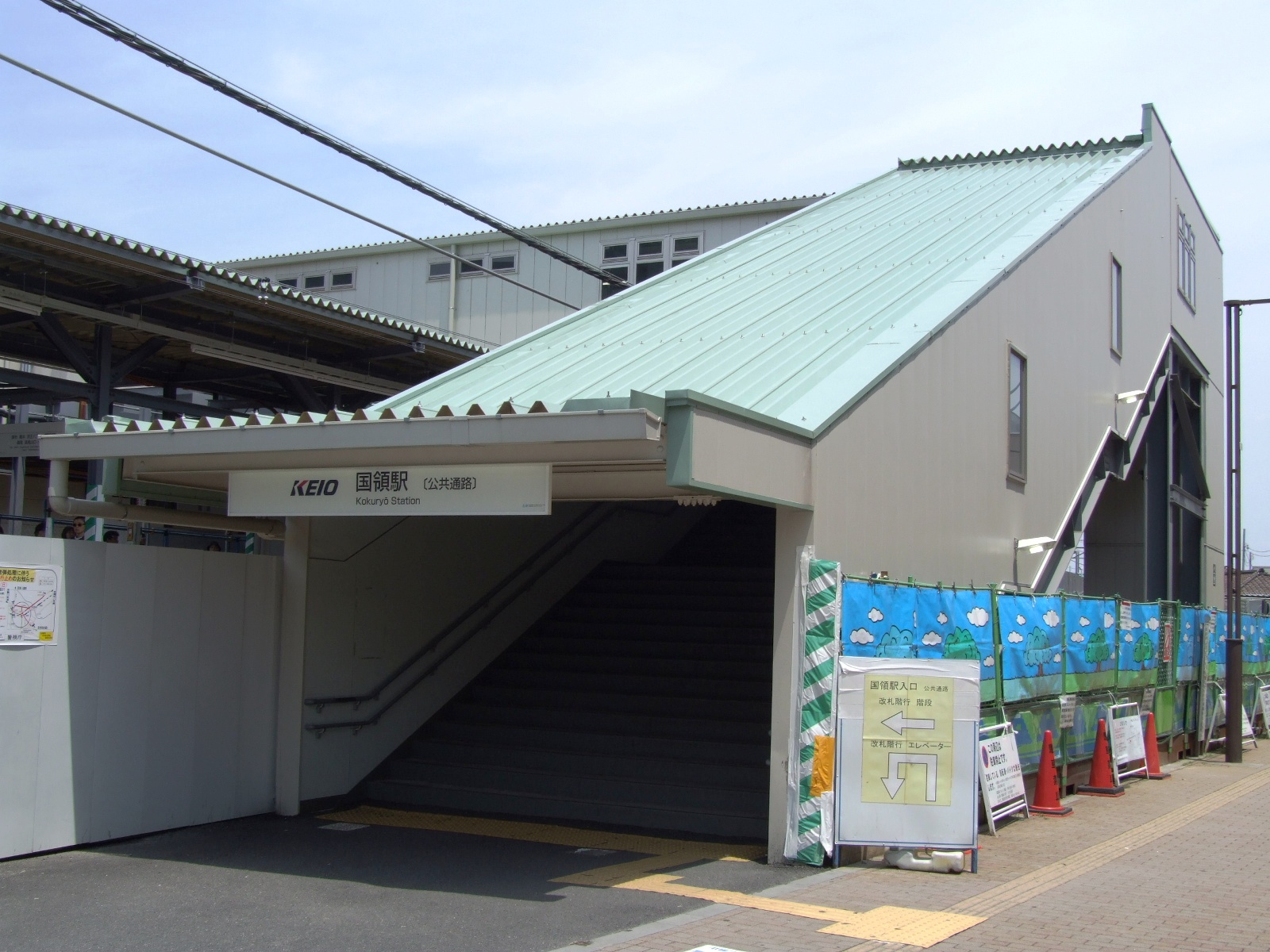
京王線地下化前の国領駅仮設駅舎（2008年）
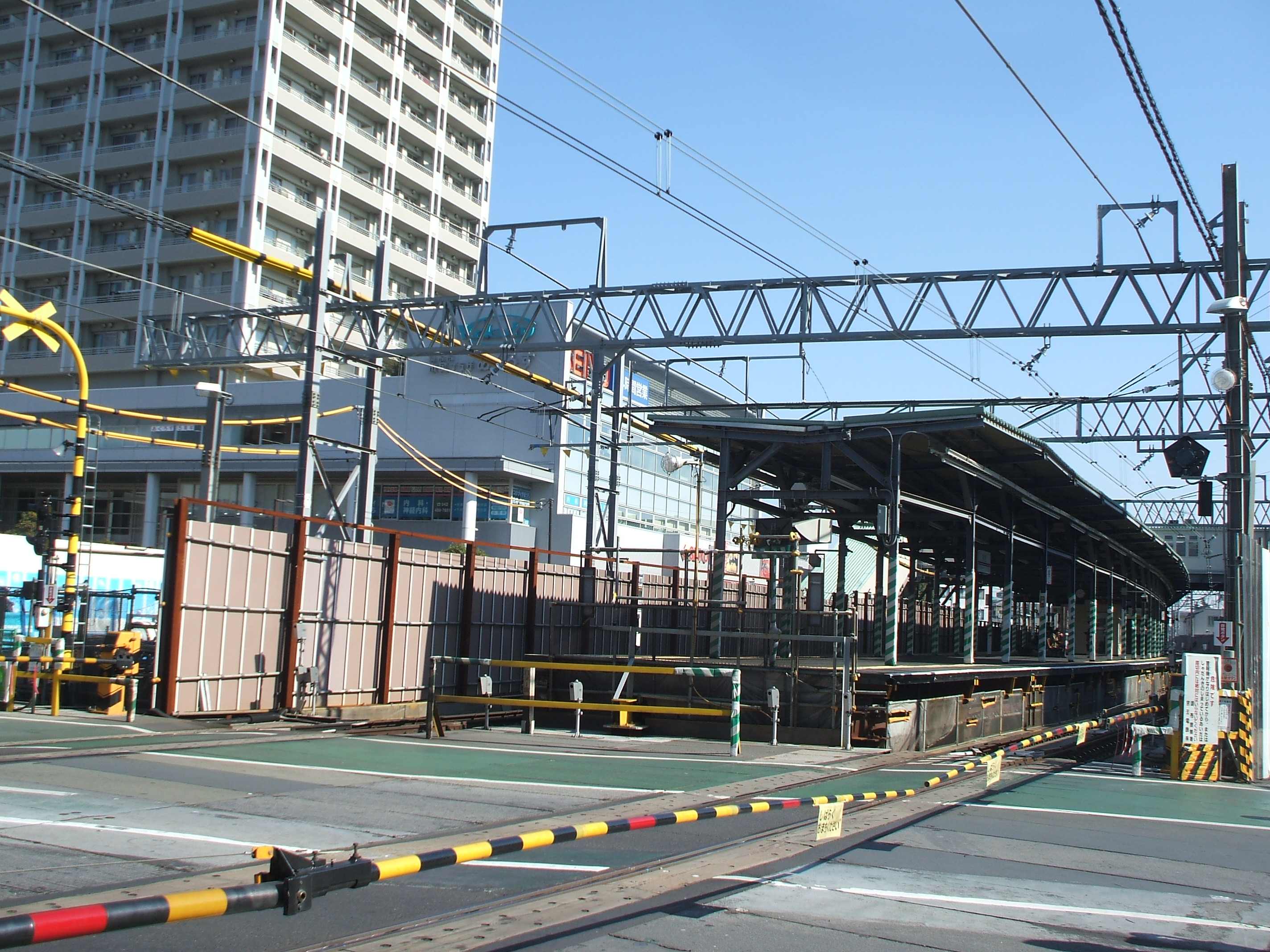
国領駅にあった踏切。狛江通りの渋滞の原因となっていた（2010年）

### 布田駅周辺

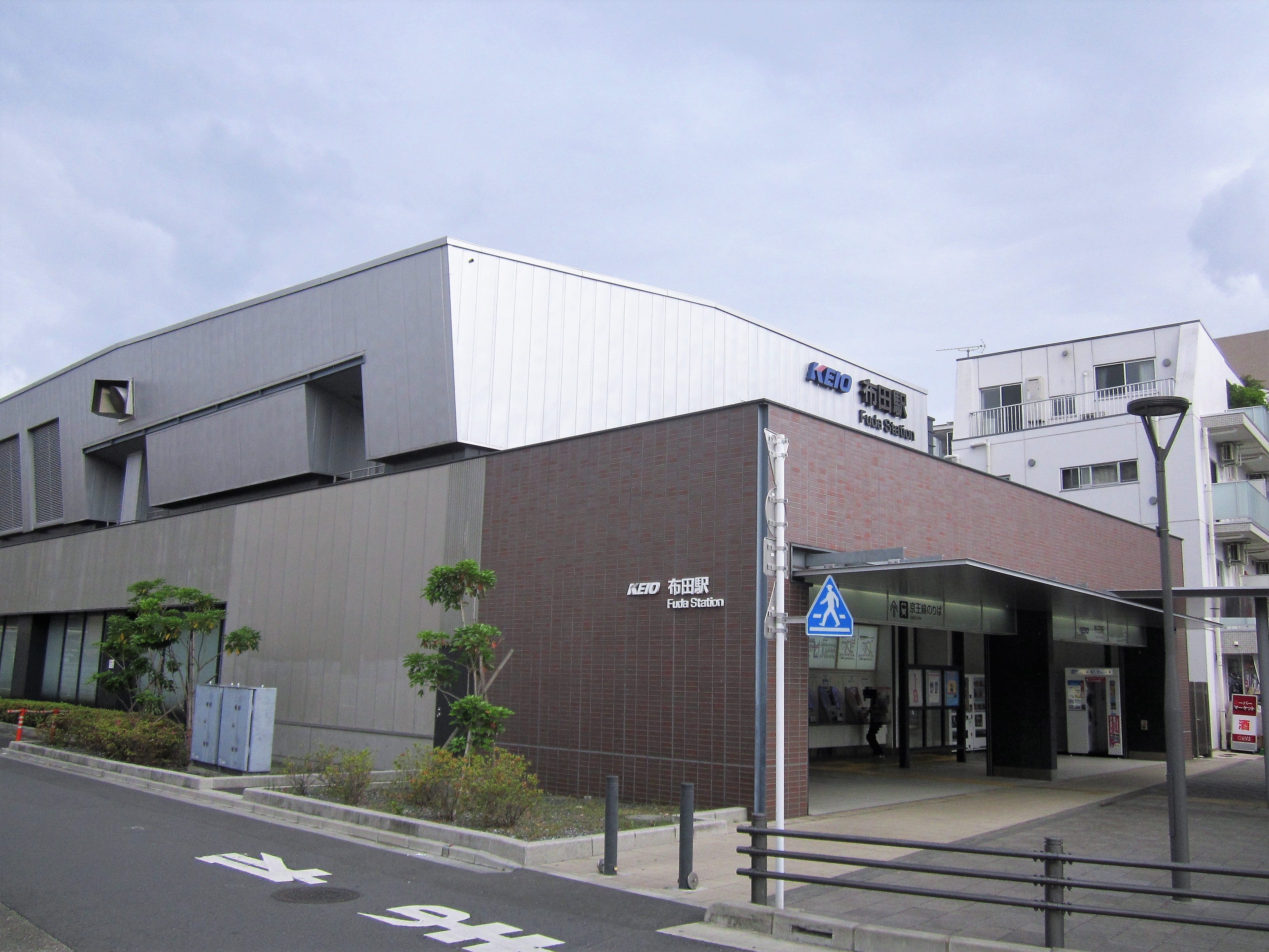
京王線布田駅（2020年）

京王電鉄のターミナル駅である調布駅と、先に開発が行われ商業施設などが集積した国領駅周辺に挟まれ、布田駅周辺の開発は立ち遅れていた。京王線地下化に伴い一体的に再開発事業が行われ、駅前広場が整備された。これに伴い、布田駅前通りにあった店舗の一部が駅前広場へ移転した。
また三鷹通りの道幅が狭く、調布駅を発着する路線バスのボトルネックとなっていることから、渋滞緩和のため布田駅前からの拡幅工事が予定されている。
駅前にはコンビニエンスストア、小型食品スーパー、ドラッグストア、個人商店や飲食店などがある。駅前には大きな商店はないため、買い物には調布駅または国領駅などへ出る住民も多い。
- セブン-イレブン 調布布田駅前店 - 京王線地下化後に駅前通りから駅前広場へ移転。
- リコス 布田駅前店 - 旧店名「99イチバ→みんなのイチバ→miniピアゴ」。京王線地下化後に駅前通りから駅前広場へ移転。
- 國領神社 - 藤の古木「千年乃藤」で知られる神社。
- 調布不動尊 常性寺
- 円福寺
- 多摩信用金庫 調布支店
- 多摩川病院[29]

過去に存在した店舗
- ローソン 京王布田駅前店 - 国領町1丁目3-25、布田駅前[30]。飲食店などが入居する商業ビルの1階にあった狭小店舗。
- ミニストップ 調布布田店 - 国領町1丁目1-1、三鷹通り沿い[31][32]。跡地には住宅リフォーム店が居抜き出店。

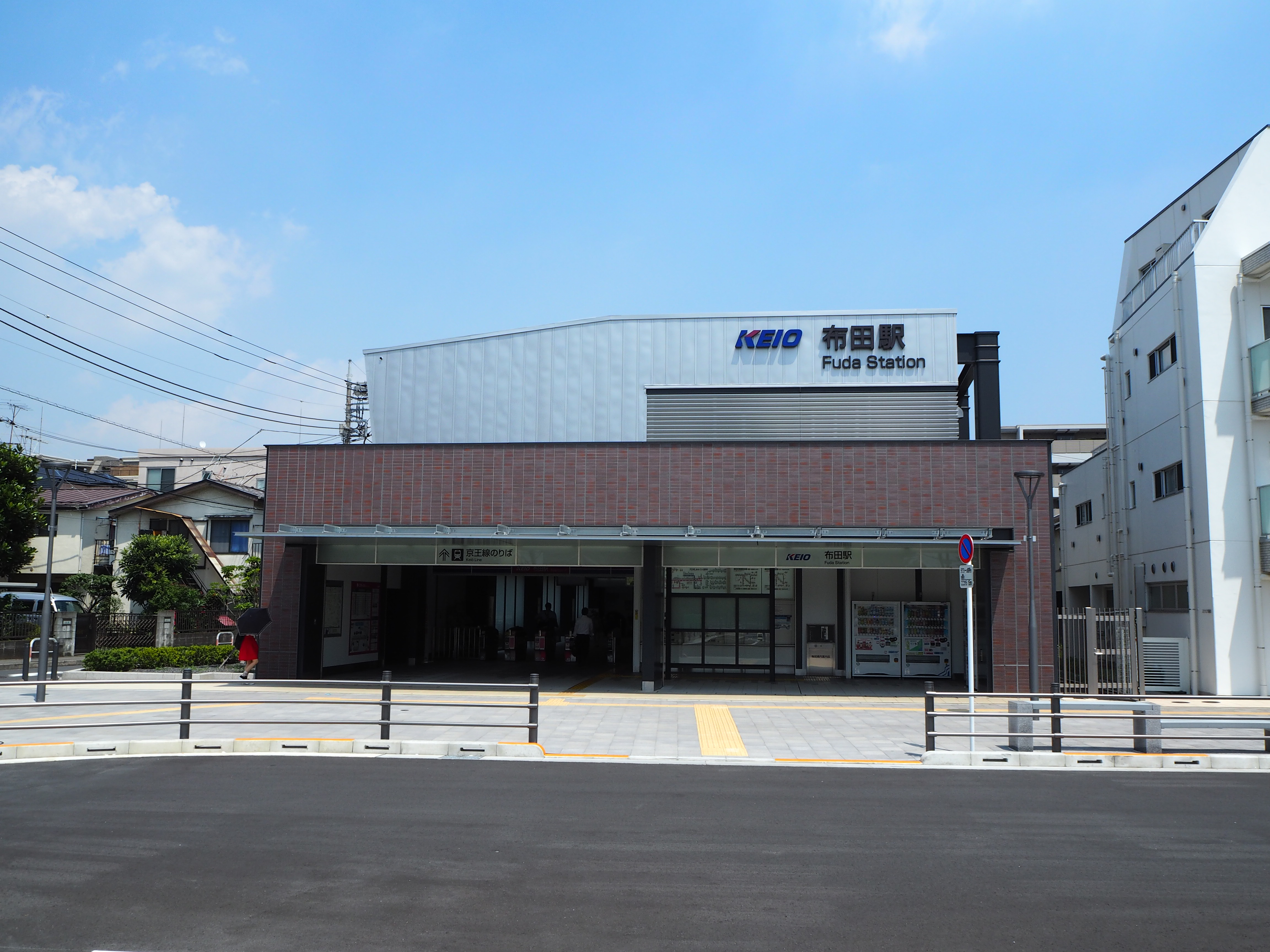
布田駅（2015年）
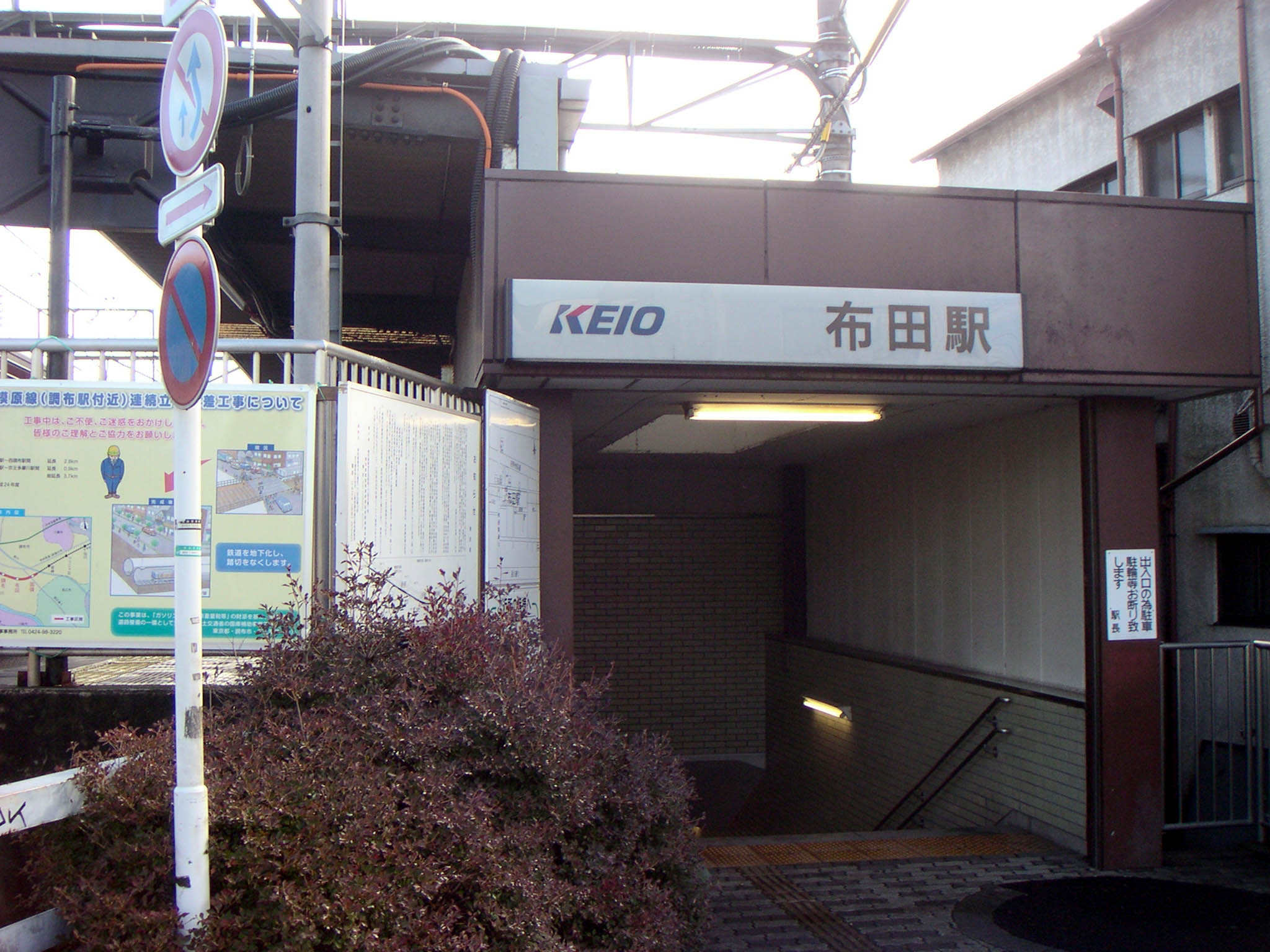
京王線地下化前の布田駅の地下通路（2005年）
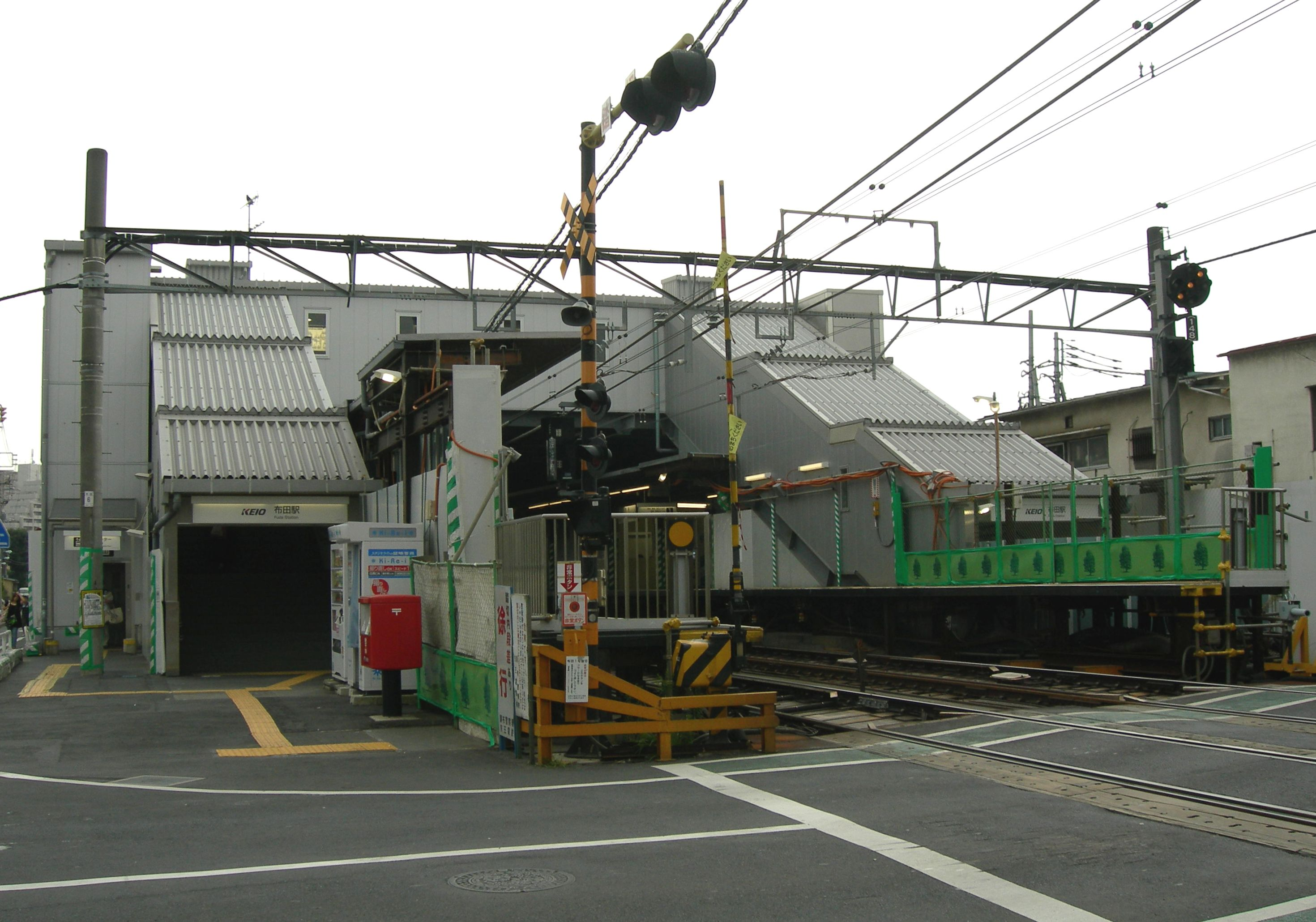
京王線地下化前の布田駅仮駅舎（2009年）
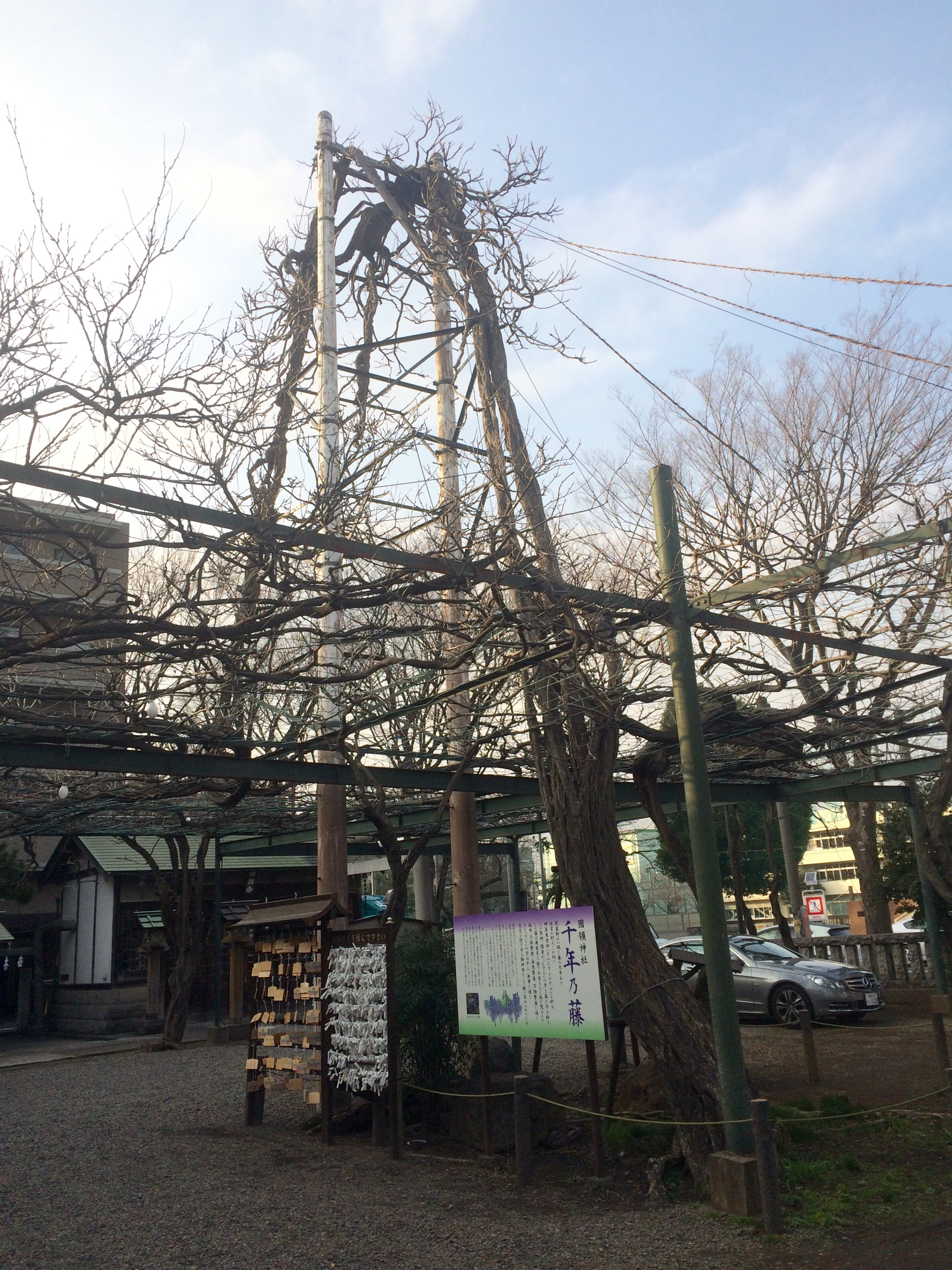
國領神社「千年乃藤」

### その他の地域
- サンドラッグ 国領店（2021年9月16日開店）[33] - 国領町5丁目、品川通り沿い。
- シャトレーゼ 調布国領店（2017年8月20日閉店）[34] - 国領町5丁目57-21、品川通り沿い。跡地にはベーカリーが居抜き出店。
- クリエイトエス・ディー 調布国領町店 - 国領町7丁目、染地通り沿い。

## 経済
調布市では映画産業が盛んであり、国領町にも映画関連の企業が多い。かつては製造業の拠点もあったが、調布市内の他の地域と同様に、周囲の宅地化や地価高騰などから工場移転が相次いでいる。

### 国領町に拠点を置く事業所

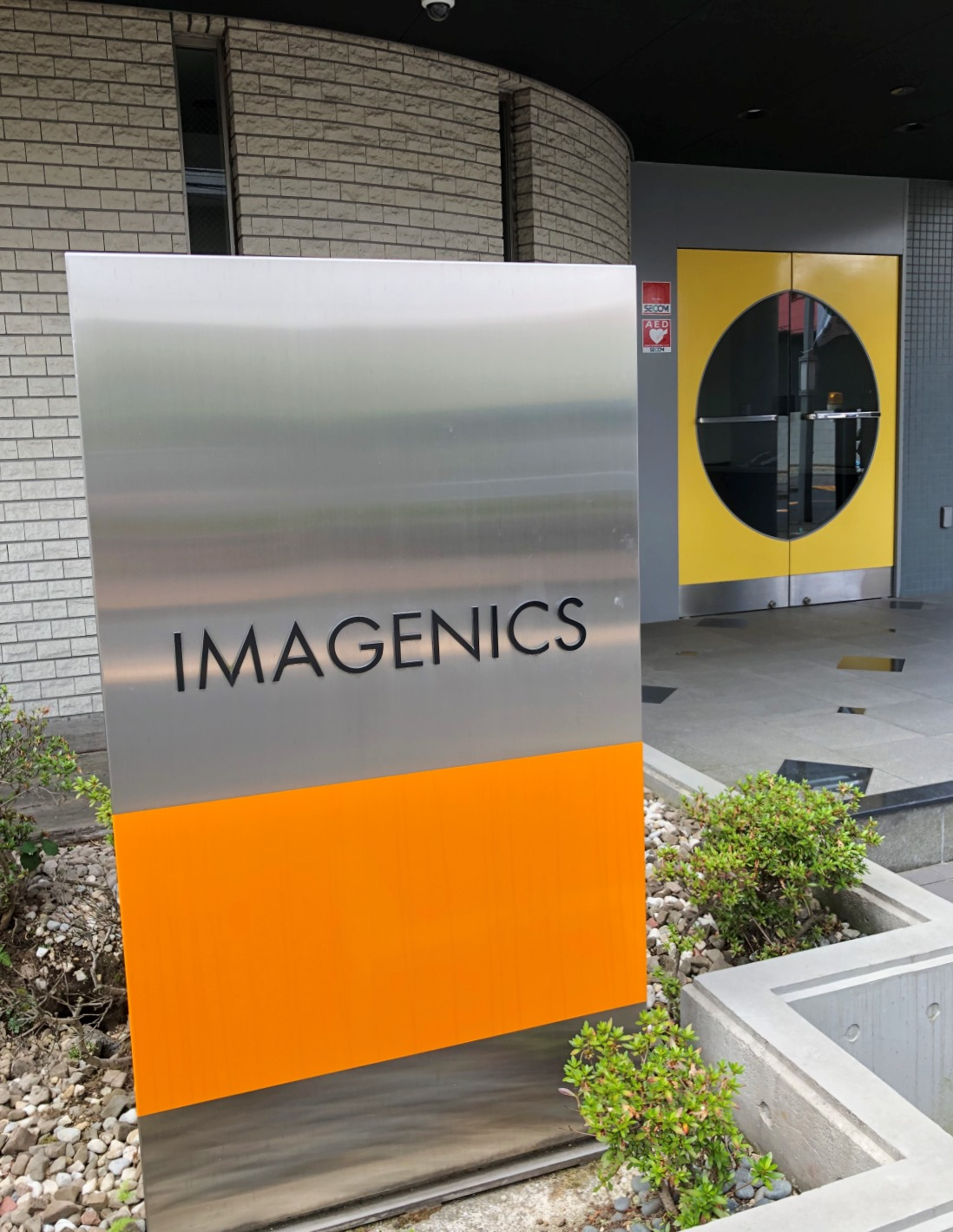
イメージニクス本社

- TAKATSU本社 - 高津映画装飾および高津装飾美術。映画・ドラマ用美術品制作で業界最大手。
- イメージニクス本社
- 東映ラボ・テック本社
- マーブリングファインアーツ本社
- 金子スポーツ振興株式会社本社 - 国領町6丁目27-12。スイミングクラブ「アクラブ」を運営。第5代調布市長を務めた金子佐一郎が設立。世界大会・オリンピック出場選手を多数輩出する[35]。
- みずほ信託銀行東京情報センター（旧・株式会社みずほトラストシステムズ本社[36][37]） - 国領町8丁目2-15。

### かつて存在した事業所

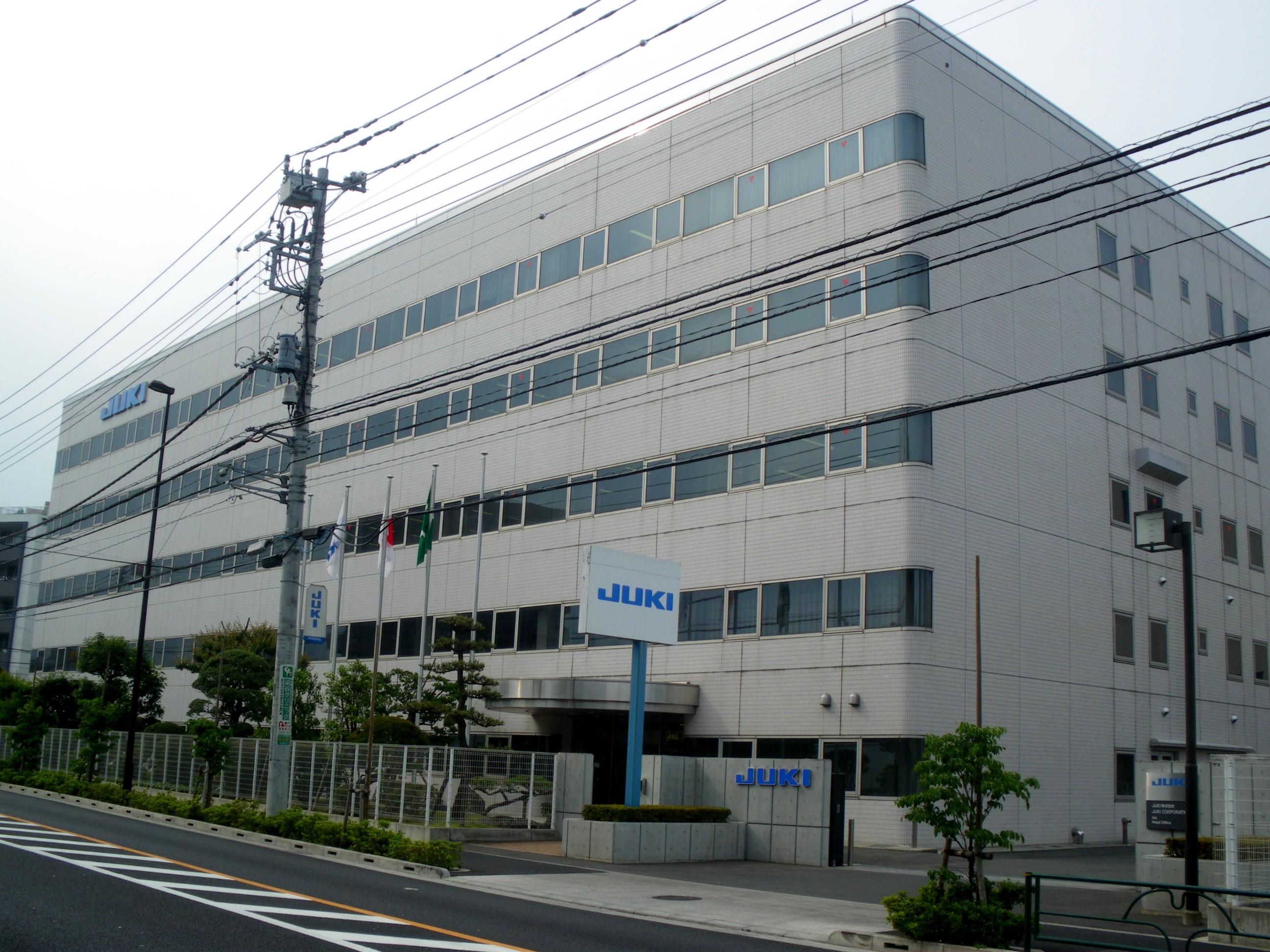
かつて存在したJUKI本社ビル（2009年撮影）

- 石原プロモーション本社 - 芸能プロダクション、制作プロダクション。かつては国領町で設立されたが布田へ移転後、2021年1月解散。これにちなみ、国領駅の接近メロディには『太陽にほえろ!』のテーマ、『西部警察』メインテーマが使用されている[38]。
- JUKI本社 - 国領町8丁目。工業用ミシン等製造会社。1938年に[39]現在の調布市で創業[39][40]。給食用パンの製造工場も併設されていた。用地売却により、跡地にはイトーヨーカドー国領店が開店。本社ビルだけは売却せず残っていたが、2009年12月に多摩市鶴牧へ本社を移転、翌2010年9月に旧本社ビルもイトーヨーカドーのグループ会社へ売却された。旧本社ビルは既存の建物を解体せずに移設して継続使用していたが、建物移設が珍しかったためマスメディアなどで取り上げられた。現在は解体されて残っていない。これにより、バス停留所名も2011年4月1日より「ジューキ前」から「国領八丁目」に改称された。
- ミツミ電機調布事業所 - 国領町8丁目。2002年11月に多摩市へ移転[41]。跡地には分譲マンション「ブリリア調布国領」が建設された。
- マニュライフ生命保険本社（旧：第百生命保険相互会社本社） - 国領町4丁目。本社ビルの耐震性などを理由に、本社を2015年に東京オペラシティタワーに移転。本社ビルは解体され、跡地には分譲マンション「クレヴィア調布国領レジデンス」が建設された。

## 教育機関

### 公立学校
- 調布市立調布第二小学校
- 調布市立国領小学校
- 調布市立第六中学校

### 大学
- 東京慈恵会医科大学国領キャンパス - 国領町8丁目3-1。国領駅より徒歩10分。医学科の1年生と看護学科の全学生が使用し、各種運動施設も備える。敷地は調布市と狛江市にまたがる。最寄りバス停は「慈恵医大第三病院前」。
  - 慈恵第三看護専門学校 - 慈恵医大国領キャンパスに併設。住所は狛江市和泉本町4丁目。
  - 東京慈恵会医科大学附属第三病院（慈恵医大第三病院） - 慈恵医大国領キャンパスに併設。住所は狛江市和泉本町4丁目。

## 交通

### 鉄道
| 街区内に存在する駅                       |
| ---------------------------------------- |
| 京王線 - 国領駅 (KO 16) - 布田駅 (KO 17) |

### バス
町域内に京王バス調布営業所が所在する（国領町6丁目）。また小田急バス狛江営業所も近いことから、町域内を運行するバス路線は多数ある。
京王線が地下化される以前は、路線バスが布田駅前まで入れなかったことから、布田駅発着のバスの大半は旧甲州街道の「布田」停留所を発着する。京王線地下化後に駅前広場が整備され「布田駅」バス停が設置されたが、京王バスの出入庫系統である調39系統しか乗り入れておらず、本数は非常に少ない。
- 国領駅発着
  - 境91系統・狛02系統 - 小田急バス
- 布田停留所発着
  - 境91系統 - 小田急バス
  - 吉14系統 - 京王バス・小田急バスの共同運行
  - 調34系統 - 京王バス
  - 調35系統 - 京王バス・小田急バスの共同運行
  - 鷹66系統 - 京王バス・小田急バスの共同運行
- 布田駅発着
  - 調39系統 - 京王バス
- 調布駅発着（国領八丁目経由）
  - 成04系統 - 小田急バス
  - 渋26系統 - 小田急バス
  - 丘31系統 - 京王バス

### 道路
- 国道20号（甲州街道）
- 旧甲州街道
- 東京都道11号大田調布線（狛江通り）
- 品川通り
- 東京都道121号武蔵野調布線（三鷹通り）

## ゆかりの人物
- 金子佐一郎（第5代調布市長）- 出身・在住。

## 国領町が登場する作品
- ソニン - 国領駅を舞台とする楽曲「国領」がある（作詞・作曲：つんく）。アルバム『華』に収録[42]。